# Theodor Muther
Theodor Albert Anton Muther (15 de Agosto de 1826, Rottenbach; 26 de Novembro de 1878, Jena) foi um jurista e historiador Alemão. 

## Biografia
Theodor Muther nasceu no dia 15 de Agosto de 1826 em Rottenbach, no Ducado de Coburg, onde seu pai era pastor. Completou a escola em Coburg e estudou direito a partir de 1947 em Jena e Erlangen. Em Erlangen, Muther adquiriu seu doutorado em direito. Passou o exame de ordem em Coburg e em 1852 tornou-se advogado do tribunal. Porém, no mesmo ano, mudou-se para Berlim para aprofundar suas pesquisas e seu trabalho acadêmico. Foi muito influenciado em suas obras acadêmicas, principalmente naquelas sobre direito romano, por F.L. Keller. Também foi profundamente influenciado por F.J. Stahl, à quem visitava frequentemente em sua casa e tinha parentesco em comum com a mulher dele. Em Halle, Muther completou sua habilitação em direito romano e processo civil. 
Sua rica atividade acadêmica se estendeu às instituições, à história do direito romano, à história do direito civil romano, aos pandectos, ao processo civil comum, e à história civilista da literatura. Sua palestras não eram brilhantes, mas impressionavam pela segurança e certeza que passava à platéia. Destacadamente, seus exercícios em seminários chamavam a atenção pelo seu entusiasmo e dedicação. Com seus alunos, interpretava Gaius, Ulpiano, os Pandectos, e realizava exercícios práticos de direito, junto com um relatório de todo este processo. 
Com convicções religiosas bem-definidas, e politicamente um Prussiano conservador, ele assumiu uma posição mais importante e ativa na vida pública Prussiana, principalmente entre 1856 e 1863, quando adquiriu “vários inimigos muito honrosos”. Posteriormente afastou-se das atividades políticas, mas continuou acompanhando a reorganização do Reino Alemão. Em Jena, Muther influenciou vários debates sobre o assunto.
Muther foi casado duas vezes, seu primeiro casamento foi com Marie Mumm von Schwarzenstein de Frankfurt, em 1864, que faleceu durante o parto de um filho. Na dedicatória de seu livro “Da Vida Universitária e Acadêmica”, dedicou-lhe belíssimas palavras. Em 1868 causou-se pela segunda vez com Emma Kraiß, de Coburg. No ano seguinte, perdeu seu irmão mais novo, Ferdinand Muther, também advogado, e em 1873, perdeu seu único filho. A introversão de Muther teve grande peso nessas perdas, apesar de seu semblante sempre alegre e sua generosa hospitalidade ao receber alunos e colegas em casa. Nos últimos anos de sua vida, sofreu um acidente cardio-vascular do qual nunca recuperou-se. No dia 29 de Novembro de 1878, sofreu uma morte súbita resultante de um edema pulmonar. 

## Obras Destacadas
Equipado apenas com alguns recursos pecuniários, ganhou, após habilitar-se, apenas o dinheiro necessário para se manter e para lançar suas primeiras obras: “Die Ersitzung der Servituten mit besonderer Berücksichtigung der Wegservituten (A Inauguração da Servidão com Consideração Especial pela Forma da Servidão; Erlangen 1852)”, “De origine processus provocatorio ex lege diffamare (A Origem do Processo Provocador da Difusão do Direito; Erlangae, Deichert 1853)”, e sua grande monografia, “Sequestration und Arrest im römischen Recht (Sequestro e Prisão no Direito Romano; Leipzig 1856)”. Em 1856 foi nomeado professor adjunto em Königsberg. Opunha algumas grandes obras científicas que achava ‘repreensíveis’, com grande acuidade. Após uma tal discussão polêmica com Jhering, virou suas atenções ao livro de Windscheid, “O Ato do Direito Romano” (Dusseldorf, 1856), em sua redação “Zur Lehre von der römischen Actio, dem heutigen Klagerecht, der Litiscontestation und der Singularsuccession in Obligationen” (Erlangen 1857). Retomou sua pesquisa sobre a controvérsia dogmática com o livro “A consciência na common law Alemã, com considerações de leis específicas, principalmente as Saxãs e Prussianas. Em 1863 foi convidado para ser professor em Rostock, onde ficou por quase dez anos até 1872, onde tornou-se conselheiro. 

Entre suas principais obras, se destacam:
- O usucapião do Servituten.  Erlangen, 1852 (On-Line)
- De origine processus provocatorii ex lege diffamari quem vocant Commentatio.  Erlangen, 1853 (On-Line)
- Sequestro e fundado no direito Romano.  Leipzig 1856 (On-Line)
- Para a doutrina da Actio Romana, o direito presente de ação, de Litiscontestation, e o singular sucession em títulos. Uma crítica do vento-Scheid livro," A Actio Romana do direito civil.  Erlangen, 1857 (On-Line)
- A Reforma Advogado De D. Jerónimo Schürpf.  Erlangen, 1858 (On-Line)
- Statuta facultatis jureconsultorum Vitebergensium A. MDVIII Composita.  1859 (On-line)
- A certa representação em Geral, o direito alemão, com a consideração das leis, particularmente o Saxon e o Prussiano.  Erlangen, 1860 (On-Line)
- Médico Johann Apell. Uma contribuição para a história do alemão jurisprudência no século xvi.  Königsberg, 1861 (On-Line)
- Da Universidade e ensinado a viver na idade da Reforma. Palestras.  Erlangen, 1866 (On-Line)
- A Universidade de Wittenberg e Facultaets estatutos, desde os anos de MDVIII.  Hall, 1867 (On-Line)
- Philippi Melanthonis de legibus oratio. Ed. II.  de Weimar, em 1869 (On-line)
- Romano e direito Canônico em alemão da idade média, durante o 14. e no início do 15. Século.  Rostock, 1871 (On-Line)
- A história do Romano-canônica processo na Alemanha.  Rostock, 1872 (On-Line)
- A Reforma do ensino jurídico. Um acadêmico palestra inaugural.  Weimar, De 1873 (On-Line)
- Johannes Urbach, processus judicii qui Panormitanivintage Ordo Judiciarius um multis dicitur.  Halle (Saale) 1873 (On-Line)
- A história da ciência jurídica e das universidades, na Alemanha.  Jena, 1876

### Redações
- A Difamação Ação Judicial.  In: Anuário do General alemão Lei.  Bd. 2. (1858), p. 53-196.
- A Revisão da história e o indivíduo Ensinamentos do Romano como o processo de hoje.  In: Crítica trimestrais para a legislação e a ciência jurídica.  Bd. 9 (1866), pp. 161-190, 329-370
- A origem e o desenvolvimento do alemão comum do processo civil.  Em: Johann Karl Glaser: anuários do estado e das Ciências sociais.  Bd. 9, p. 234 e seguintes.
- História do poder judiciário, na Alemanha.  Em: Johann Karl Glaser: anuários do estado e das Ciências sociais.  Bd. 9, p. 447 e seguintes.
- Do Actenversendung.  Em: Johann Karl Glaser: anuários do estado e das Ciências sociais.  Bd. 12; p. 256 et seq.
- Conceito e princípios Gerais do direito processual civil.  Em: Johann Karl Glaser: anuários do estado e das Ciências sociais.  Bd. 12; p. 387 et seq.
- A Reforma das universidades alemãs.  (Cartas sobre o livro: De universidades alemãs. 1869): Johann Karl Glaser: anuários do estado e das Ciências sociais.  Bd. 11 e 12;
- Os advogados da Universidade de Erfurt, em 14. 15. Século.  In: revista de história do direito.  Böhlau, Em Weimar, 1870, Vol. 9, P. 50 (On-Line)
- Três documentos para a história da reforma.  Em: Christian Friedrich Jllgen: revista de teologia histórica.  Friedrich Andreas Perthes, De Gotha, De 1860, S. 452 (On-Line)

## Ligações Externas
- Predefinição:CPRCatalogus Professorum Rostochiensium
- Obras de e sobreWerke von und über Theodor Muther na Deutsche Digitale Bibliothekalemão biblioteca Digital
- A literatura sobre Theodor Muther no país bibliografia MV